# Cá sấy khô

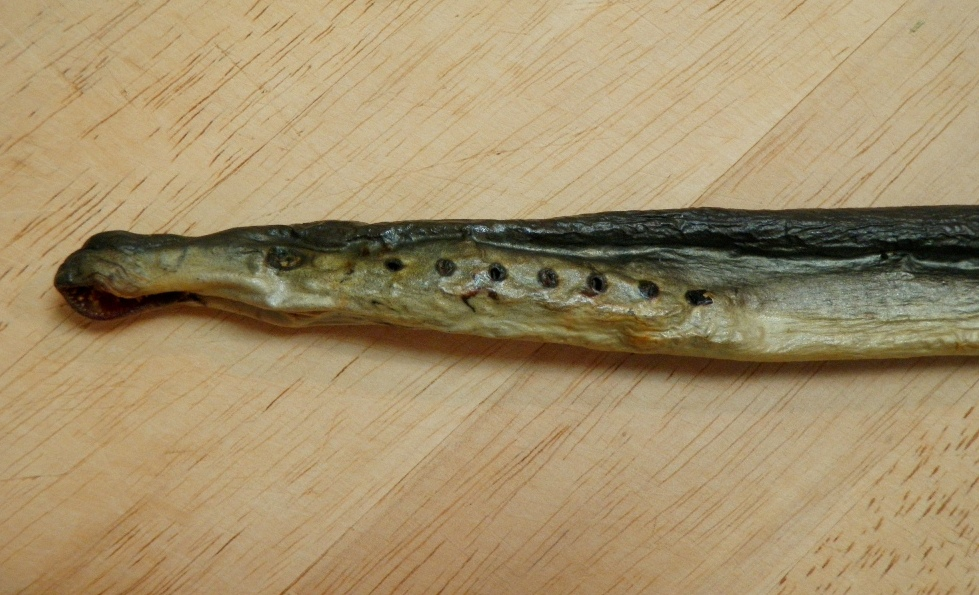
Một con cá được phơi khô

Cá sấy khô hay cá khô là một hình thức chế biến cá thông qua việc làm khô cá (chiết nước ra khỏi cá) để bảo quản cá được, kết quả của sấy khô sẽ cho ra các loại khô cá. Cá tươi nhanh chóng bị hư hỏng và yêu cầu đặt ra đối với một số cách có thể được tìm thấy để giữ chúng được an toàn, ăn được. Sấy khô là một phương pháp bảo quản thực phẩm hoạt động bằng cách loại bỏ nước từ thức ăn, ức chế sự tăng trưởng của vi sinh vật. Sử dụng không khí khô bằng ánh nắng mặt trời và gió đã được áp dụng từ thời cổ đại để bảo quản thực phẩm.
Nước thường được loại bỏ bằng cách bốc hơi (không khí khô, phơi nắng, xông khói), nhưng trong trường hợp của đông khô, thực phẩm đông lạnh và sau đó nước được loại bỏ bằng cách thăng hoa. Vi khuẩn, nấm men và nấm mốc cần nước trong thực phẩm để phát triển, và làm khô ngăn ngừa một cách hiệu quả từ việc chúng còn sống sót trong thực phẩm. Cá được bảo quản bằng các phương pháp truyền thống như sấy khô, xông khói và ướp muối. Các cách truyền thống lâu đời nhất của bảo quản cá là để cho gió và ánh nắng mặt trời khô nó. Cá khô nếu chế biến đúng các có thể lưu giữ một vài năm. Phương pháp này là giá rẻ và hiệu quả ở vùng khí hậu phù hợp, công việc có thể được thực hiện bởi các ngư dân và hộ gia đình, và các sản phẩm tạo ra có thể dễ dàng vận chuyển đến điểm tiêu thụ trên thị trường.